# Katariina Kosola
Saara Katariina Kosola, född 24 februari 2001, är en finländsk fotbollsspelare, som spelar för Malmö FF.

## Karriär

### HJK
Den 21 augusti 2020 tillkännagavs det att Kosola skulle fortsätta med klubben. Under sin tid i HJK gjorde hon 9 mål på 41 matcher och blev en av de bästa yttrarna i ligan.

### Umeå IK
Under 2022 meddelades det att Kosola var klar för Umeå IK.

### KIF Örebro
Den 5 januari 2023 meddelades det att Kosola var klar för KIF Örebro för säsongen 2023.

### BK Häcken
Den 29 augusti meddelade BK Häcken att man värvat Kosola på ett treårigt kontrakt. Den 23 november 2023 gjorde Kosola det andra målet i en 2–1-seger över Real Madrid i Uefa Women's Champions League och gjorde mål i den 76:e minuten. I april 2024 drabbades hon av en allvarlig fotledsskada som höll henne borta från spel i månader.

### Malmö FF
Den 7 januari 2025 skrev Kosola på med Malmö FF på ett treårigt kontrakt.

### Finlands landslag
Kosola blev uttagen till den landslagstrupp som representerade Finland i Europamästerskapet i Schweiz år 2025. Där blev hon bland annat avgörande målskytt i premiärmatchen mot Island.